# Simon de Vries

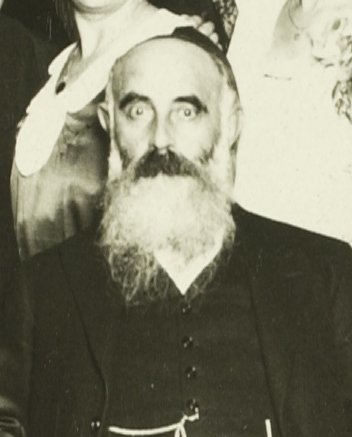
Simon de Vries, 1932

Simon Philip de Vries (* 4. Oktober 1870 in Neede; † 24. März 1944 in Bergen-Belsen) war ein niederländischer Rabbiner und Autor. Sein wichtigstes Werk ist Jüdische Riten und Symbole.

## Leben
Simon de Vries wuchs als Sohn des Webers und Viehhändlers Manuel de Vries in der niederländischen Stadt Neede auf und wurde zunächst, da es dort keine eigene jüdische Gemeinde gab, in der Klaus der benachbarten Ortschaft Borculo unterrichtet. Auf Empfehlung seines Lehrers, der vom Talent des jungen de Vries beeindruckt war, begann er anschließend am Niederländisch-israelitischen Seminarium zu Amsterdam eine Ausbildung zum orthodoxen Rabbiner.
1892 erhielt er den Titel eines Maggid und durfte sich mit Erlaubnis des Amsterdamer Oberrabbiners Joseph Hirsch Dünner Rabbiner nennen, obwohl er aus persönlichen Gründen seine Studien nicht zu Ende bringen konnte. Anschließend begann er in Haarlem jüdische Religion und Hebräisch zu unterrichten, in der Psychiatrie Meerenberg betreute er jüdische Patienten.
Zwischen 1928 und 1932 veröffentlichte er im Opregte Haarlemsche Courant zahlreiche Beiträge, die Nichtjuden jüdische Traditionen näherbringen und erklären sollten. Die Schriften wurden später zusammengefasst unter dem Titel Joodse riten en symbolen in Buchform herausgebracht und als Jüdische Riten und Symbole unter anderem auch ins Deutsche übersetzt. Sie gelten heute als sein wichtigstes Vermächtnis.
Simon de Vries war überzeugter Zionist und eine Führungsfigur der niederländischen Misrachi-Bewegung, die er unter anderem in seiner Schrift Maäneh le-Zion: Een betoog voor het zionisme van joods-traditioneel standpunt gegen die Kritik antizionistischer Juden verteidigte. Seit 1894 war er mit Judith de Jong verheiratet, mit der er sechs Söhne und drei Töchter hatte.
Während der deutschen Besatzung der Niederlande zog er nach Amsterdam. Von dort wurde er 1943 gemeinsam mit seiner Frau zunächst ins KZ-Sammellager Westerbork und schließlich ins KZ Bergen-Belsen deportiert, wo er 1944 wenige Monate nach ihr starb.
Nach 1945 war über zwanzig Jahre kein Werk des Autors Simon de Vries in den Niederlanden erhältlich, erst 1968 erschien Joodse riten en symbolen bei De Arbeiderspers in Amsterdam.

## Werke
- Joodse riten en symbolen, De Arbeiderspers, Amsterdam, 1968.
  - auf Deutsch erschienen als: Jüdische Riten und Symbole, Übers. Miriam Sterenzy, Fourier Verlag, Wiesbaden, 1981, ISBN 3-921695-58-9.
  - als Rowohlt Taschenbuch: Rowohlt Taschenbuch Verlag, Reinbek bei Hamburg 1990, ISBN 3-499-18758-2.
  - auf Deutsch erschienen als: Jüdische Riten und Symbole. Neu bearbeitet und bebildert von Miriam Magall, Marix Verlag, Wiesbaden 2005, ISBN 3-86539-017-X.